# Sviatogirsk
Sviatogirsk (en ucraniano: Святогірськ, romanizado: Sviatohirsk; en ruso: Святогорск, romanizado: Sviatogorsk) es una ciudad ucraniana perteneciente al óblast de Donetsk. Situada en el noreste del país, hasta 2020 era parte del raión de Slóviansk pero después de esta fecha, se convirtió en parte del raión de Kramatorsk y del municipio (hromada) homónimo.

## Geografía
Sviatogirsk está a orillas del río Donets, a 30 km de Slóviansk y 120 km al norte de Donetsk.

## Historia
Un asentamiento en el área de las Montañas Sagradas fue mencionado por primera vez en fuentes escritas en el siglo XVI. En 1624, se estableció un monasterio, pero a finales del siglo XVIII todas las tierras monásticas fueron secularizadas y pasadas a propietarios privados. Uno de los nuevos propietarios construyó una casa de baños en el lago cercano, lo que llevó al asentamiento a llamarse Banne (en ucraniano: Банне, romanizado: bañándose; en ruso: Банное/Банновское, romanizado: Bannoye/Bannóvskoye). La proximidad de la aldea cercana de Tatianovka llevó a que ambos lugares a veces se denominen colectivamente Bannoye-Tatianovka (en ruso: Банное-Татьяновка).
Durante la época soviética, la villa se conocía oficialmente como Bannoye. En 1938, se le otorgó el estatus de asentamiento de tipo urbano y se le cambió el nombre a Bannovski (en ucraniano: Банновский). El asentamiento sirvió como destino turístico y creció constantemente en tamaño, hasta que en 1964 se le otorgó el estatus de ciudad y se le cambió el nombre a Slóvianogirsk.
En 1992, el monasterio de Sviatogirsk reanudó sus actividades con hieromonjes, monjes, novicios. La Catedral de la Asunción, la Iglesia de San Nicolás, la iglesia rupestre de San Antonio y Teodosio, un complejo de estructuras rupestres, las torres oriental y occidental, las escaleras de Cirilo y Metodio, los pabellones inferior y superior de peregrinos fueron devueltos al monasterio para uso libre. En 2003, el nombre se cambió a Sviatohirsk, en honor al monasterio y en 2004, el monasterio recibió el estatus de "Lavra".
A diferencia de la vecina Slóviansk, Sviatogirsk nunca fue controlada por las fuerzas prorrusas que en la primavera de 2014 habían hecho de Slóliansk su bastión en la guerra del Dombás. En contraste con la mayor parte de la región de Dombás, que es en gran parte un paisaje abierto y llano, Sviatogirsk se encuentra entre colinas y bosques, lo que proporciona algunas defensas naturales y dificulta las maniobras de un ejército con artillería y tanques.
Durante la invasión rusa de Ucrania, el servicio de prensa de la Iglesia Ortodoxa Ucraniana informó de la muerte de dos monjes y una monja del monasterio de la ciudad como resultado de los bombardeos el 1 de junio de 2022. Uno de los templos del monasterio fue envuelto en llamas el 4 de junio; Volodímir Zelenski acusó a Rusia y pidió su expulsión de la UNESCO pero el alcalde de la ciudad (Volodímir Bandura), en cautiverio ruso, acusó a las tropas ucranianas (por lo que fue acusado de traición por el SSU). El 7 de junio de 2022 de que Sviatogirsk quedó bajo el control de las fuerzas armadas de Rusia y la autoproclamada República Popular de Donetsk. El 12 de septiembre de 2022 fuerzas ucranianas confirmaron la recuperación de la ciudad, rumoreada desde el 10 de septiembre.

## Demografía
La evolución de la población de Sviatogirsk entre 1959 y 2022 fue la siguiente:
| 4516                                                          | 5112 | 5433 | 5789 | 5136 | 4692 | 4654 | 4226 |
| (Fuente: Cities & Towns of Ukraine y UKRAINE: Größere Städte) |      |      |      |      |      |      |      |

Según el censo de 2001, la lengua materna de la mayoría de los habitantes, el 65,49%, es el ucraniano; del 33,96% es el ruso.

## Economía
El plan de desarrollo de Sviatogirsk proporciona una expansión significativa de la red de centros turísticos, recreativos y turísticos. Dentro del complejo de Sviatogirsk se encuentran el sanatorio Montaña Sagrada y los complejos hoteleros y turísticos. La ciudad está llevando a cabo una construcción y modernización de los departamentos de recreación para niños y adultos. A principios de 2009 se inauguró un hotel de cuatro estrellas. Sviatogirsk también ofrece el río Siverski Donets, montañas calcáreas, bosques mixtos y de coníferas, robles centenarios y aire puro.

## Infraestructura

### Arquitectura, monumentos y lugares de interés
Sviatogirsk incluye el monasterio de Sviatogorsk, construido en el siglo XVI, y el Parque Nacional de las Montañas Sagradas, una reserva histórica y arquitectónica, así como un centro turístico de importancia nacional; treinta objetos, entre ellos una escultura monumental del líder comunista Artiom, Fiódor Serguéyev, y un monumento conmemorativo de la Segunda Guerra Mundial (inaugurado el día del 40 aniversario de la victoria) están incluidos en el complejo de monumentos históricos de la reserva. 
El 15 de mayo de 2015, el presidente de Ucrania, Petro Poroshenko, promulgó un proyecto de ley que inició un período de seis meses para la eliminación de los monumentos comunistas y el cambio obligatorio de nombre de los asentamientos con un nombre relacionado con el comunismo. Sin embargo, dado que el monumento de Artiom está catalogado como "Patrimonio Cultural Nacional", no será demolido.

### Transporte
La ciudad se encuentra en la línea ferroviaria Járkov-Jórlivka.

## Cultura

### Literatura
El sitio de Sviatogirsk fue visitado por figuras culturales conocidas, como Grigoriy Skovorodá, Fiódor Tiútchev, Iván Bunin, Antón Chéjov, Máximo Gorki, Marina Tsvetáyeva e Iliá Repin.

## Galería

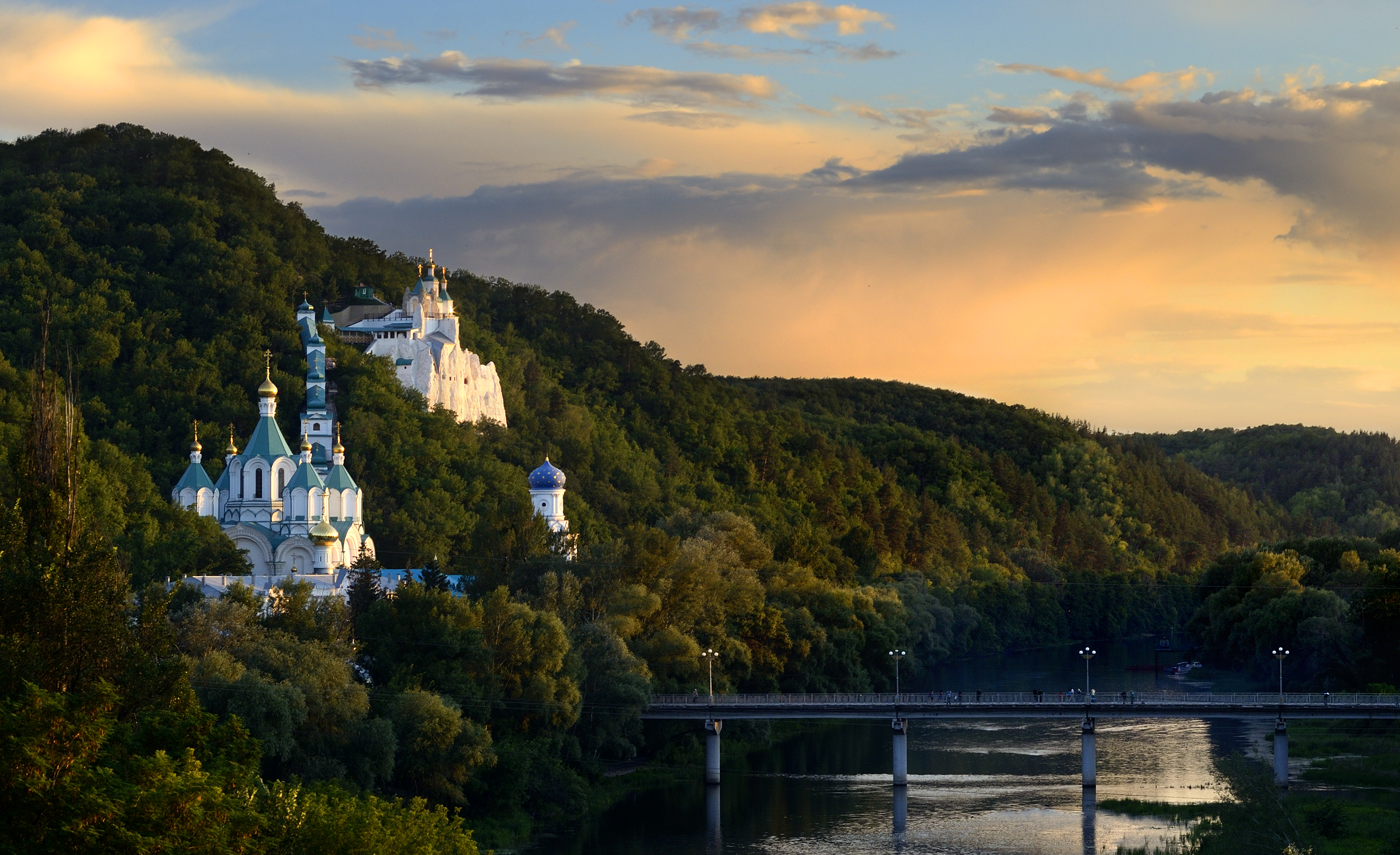
Monasterio de Sviatogirsk
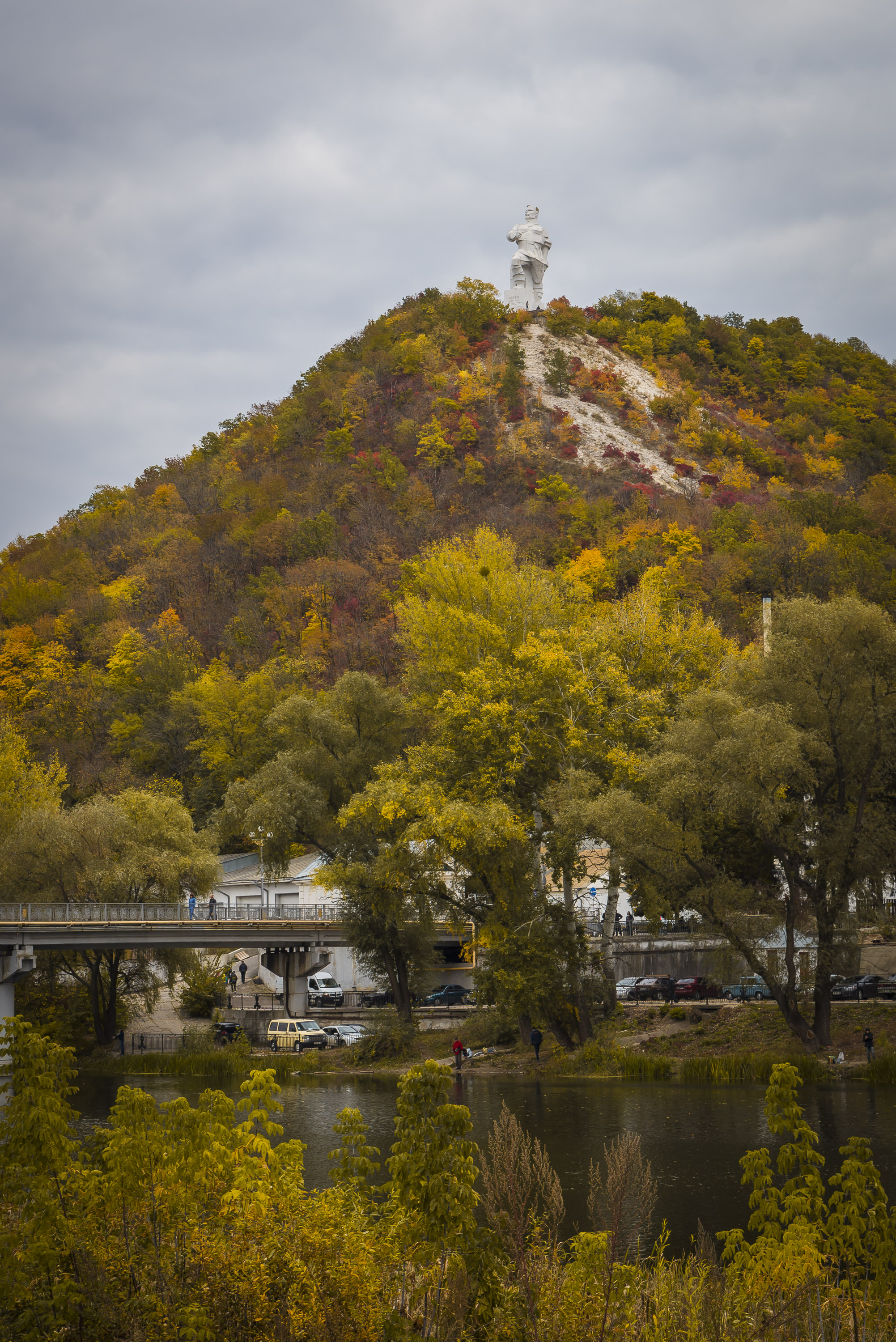
Monumento de Artiom
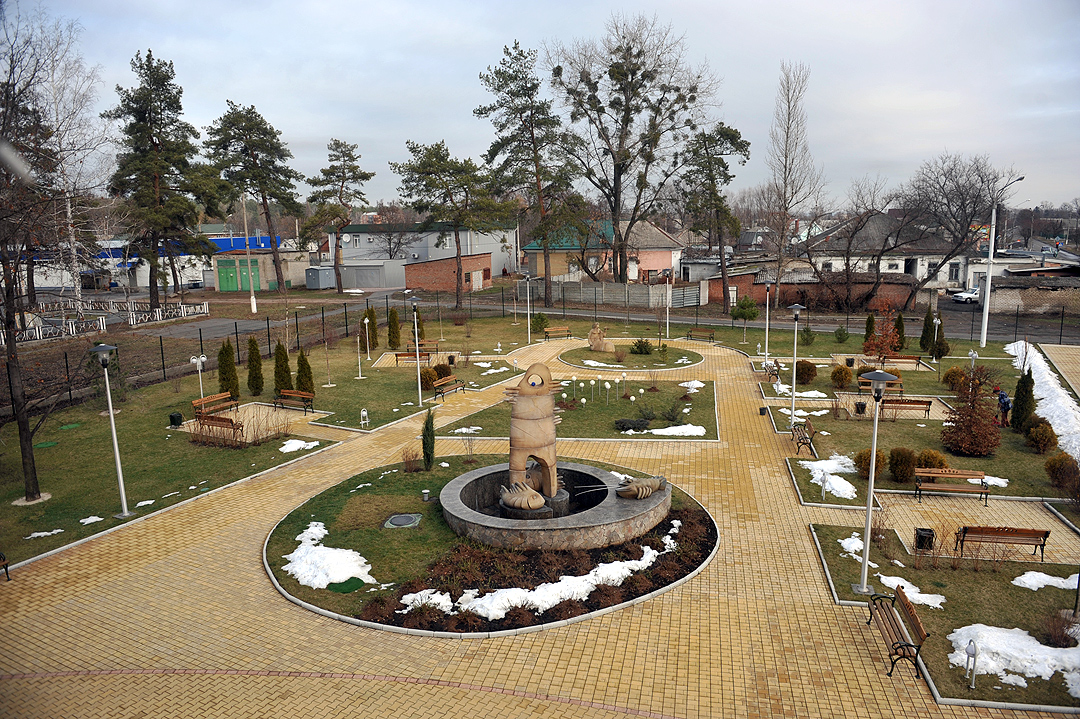
Patio de un hotel local

## Ciudades hermanadas
- Eason, Connecticut, Estados Unidos.[23]